# Palaeopsychops setosus
Palaeopsychops setosus là một loài côn trùng trong họ Polystoechotidae thuộc bộ Neuroptera. Loài này được Archibald & Makarkin miêu tả năm 2006.